# Bittacus strigosus
Bittacus strigosus är en näbbsländeart som beskrevs av Hagen 1861. Bittacus strigosus ingår i släktet Bittacus och familjen styltsländor. Inga underarter finns listade i Catalogue of Life.

## Bildgalleri

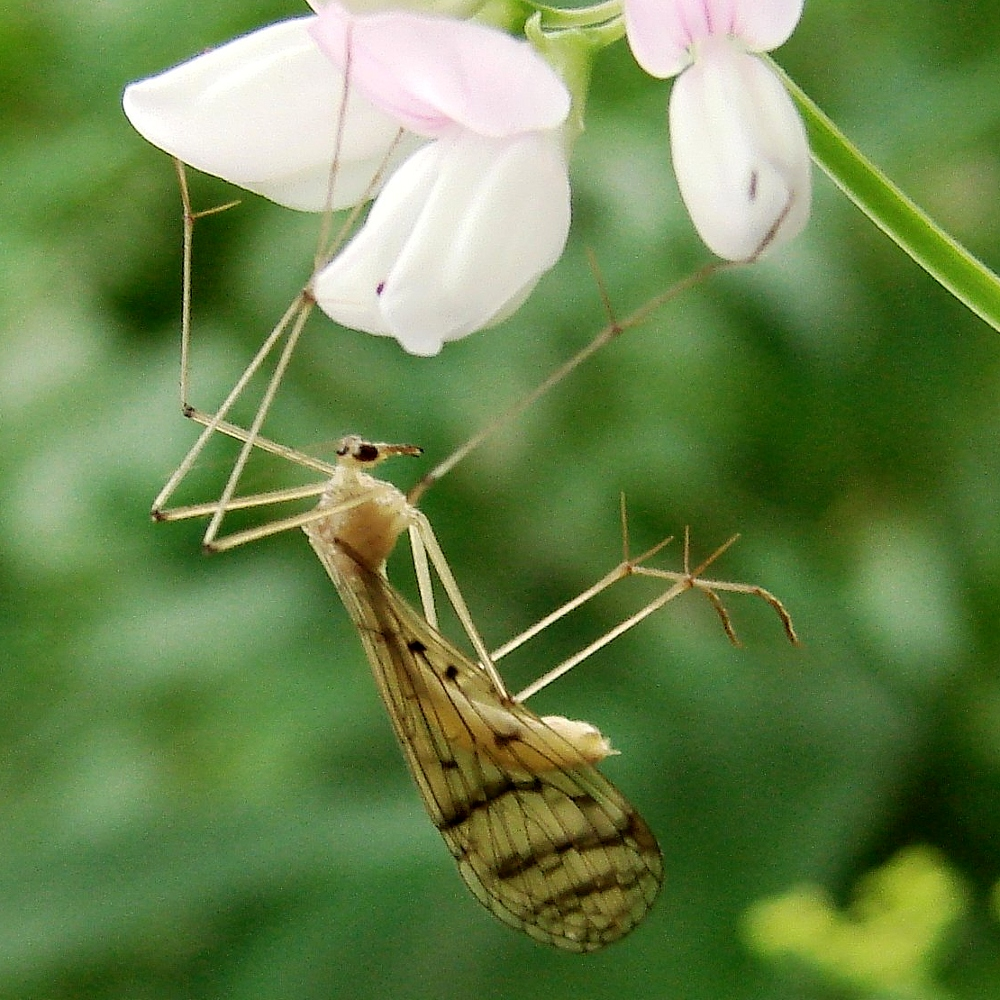
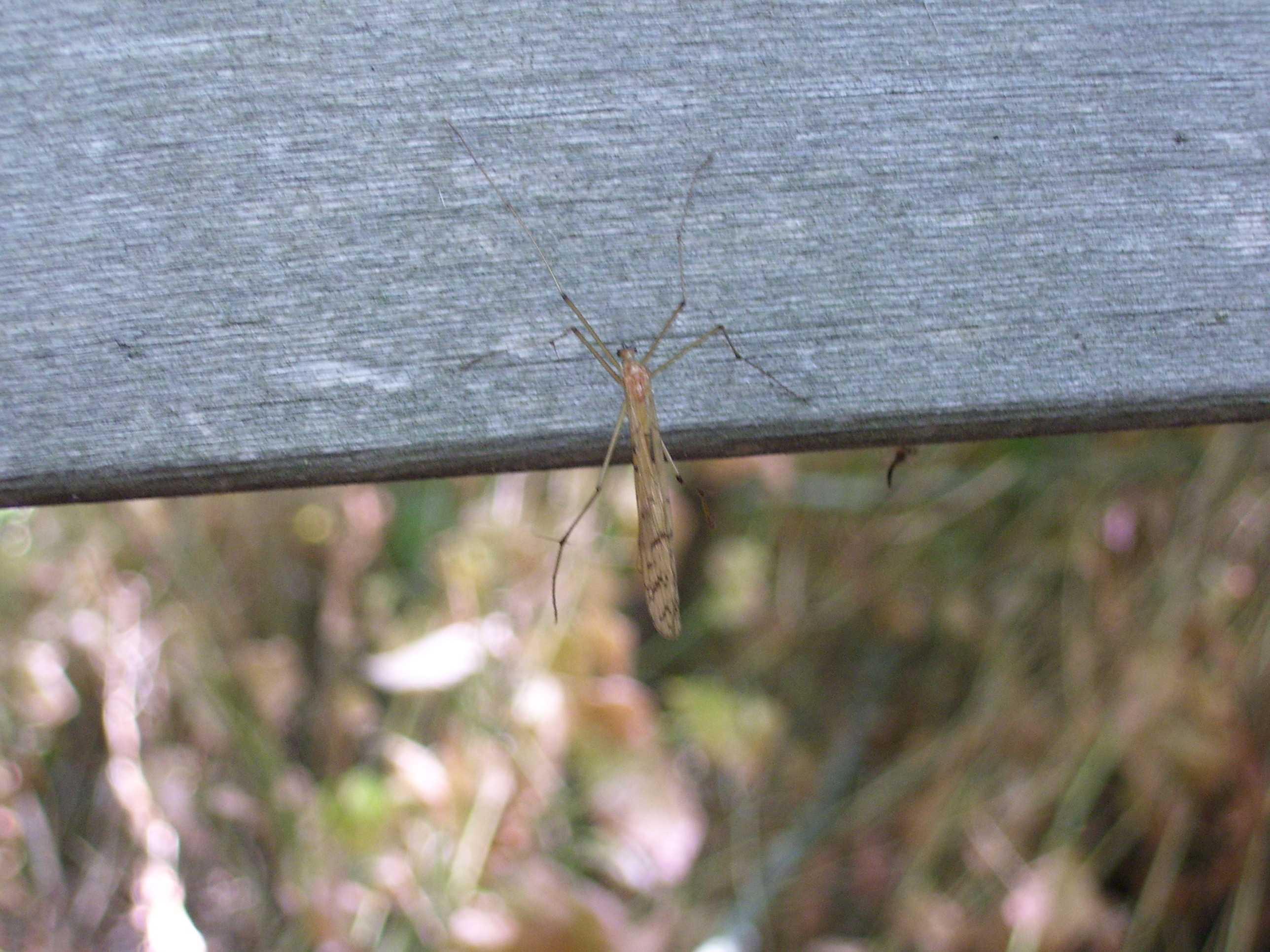